# نووتورایوو
نووتورایوو (به لاتین: Novoturayevo) یک منطقهٔ مسکونی در روسیه است که در باشقیرستان واقع شده‌است.